# Одон (Иркутская область)
Одон (бур. Одон - звезда) — деревня в Тулунском районе Иркутской области России. Входит в состав Владимирского муниципального образования.

## География
Деревня находится на расстоянии примерно 43 км к югу от города Тулун, административного центра района.

## История
В 1914—1917 годах в деревне действовала Одонская Николаевская церковь. В 1945—1953 годах входила в состав Икейского района.

## Население
| 2002 | 2010 | 2011 | 2012 |
| ---- | ---- | ---- | ---- |
| 260  | ↘199 | ↘198 | ↗204 |

### Половой состав
По данным Всероссийской переписи, в 2010 году в деревне проживало 199 человек (98 мужчин и 101 женщина).